# O Fortuna
Pour les articles homonymes, voir Fortune.
O Fortuna ou Fortuna Imperatrix Mundi (Ô Fortune, ou Fortune Impératrice du Monde, en latin) est un poème-chant-manuscrit bavarois médiéval du XIIIe siècle, sur le thème de « la fortune » extrait du codex Carmina Burana (ou codex Buranus, chants de Beuern, en latin) recueil de 315 poèmes médiévaux goliards, de l'abbaye de Benediktbeuern en Bavière en Allemagne, où ils sont découverts en 1803. Il est rendu célèbre par sa mise en musique de la cantate Carmina Burana de 1936, du compositeur bavarois Carl Orff (souvent attribuée par erreur à Richard Wagner).

## Histoire
Carmina Burana (ou codex Buranus) (chants de Beuern, en latin) est une série de 315 chants médiévaux profanes et religieux, composés entre les XIe et XIIIe siècles, sous forme de manuscrits, par des clercs goliards de l'abbaye de Benediktbeuern du VIIIe siècle (ordre de Saint-Benoît) du Saint-Empire romain germanique  en Bavière, en langues moyen haut allemand, latin médiéval, et ancien français, sur divers thèmes de vie médiévale, moraux, ou satiriques, sur la philosophie, la nature, l'amour, ou la fête...

Abbaye de Benediktbeuern en Bavière
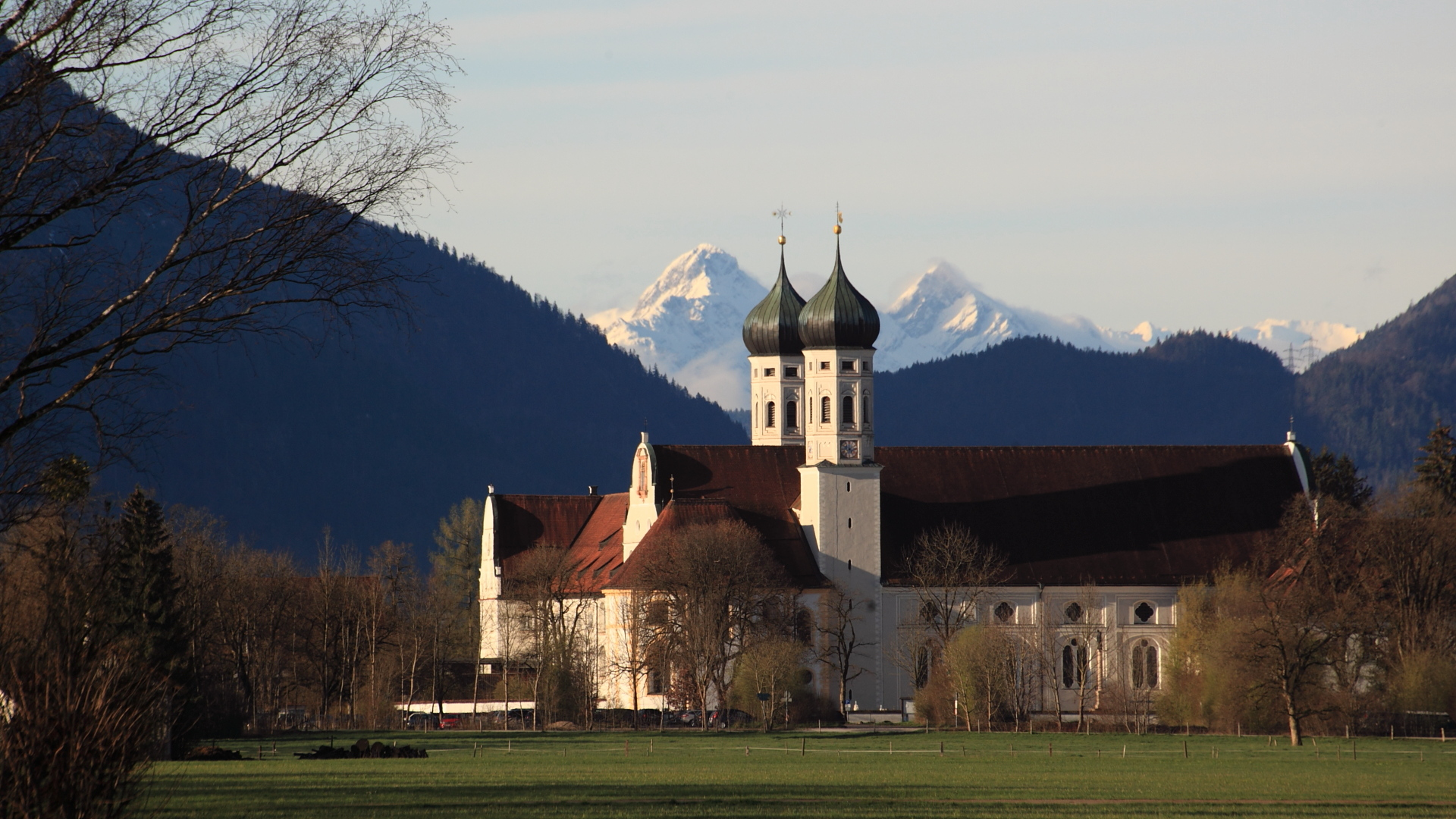
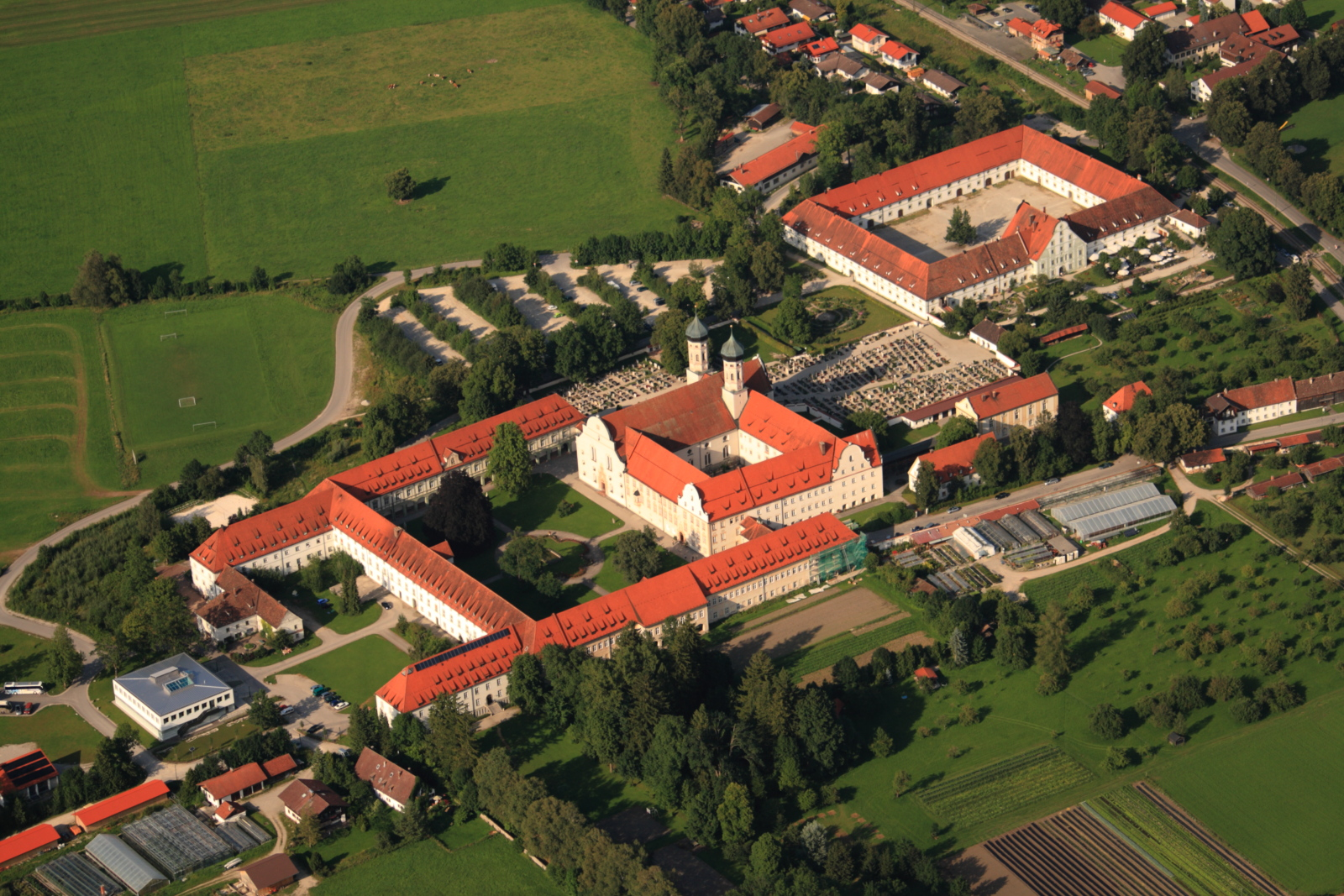

Ils sont retrouvés en 1803 dans la bibliothèque de l'abbaye, publiés en 1847, et conservés à ce jour à la Bayerische Staatsbibliothek de Munich (bibliothèque nationale bavaroise). 
En 1935-36, le compositeur bavarois Carl Orff (1895-1982) réunit 24 de ces manuscrits pour composer sa célèbre cantate Carmina Burana (cantate), une de ses œuvres les plus célèbres, souvent attribuée par erreur à Richard Wagner, et dont la musique n'a pas de lien avec la musique originelle du Moyen Âge.

### O Fortuna
O Fortuna est la première de deux stances d'une première partie des Chants intitulée Fortuna Imperatrix Mundi (Fortune Impératrice du Monde, en latin), complainte en latin médiéval du XIIIe siècle sur le thème de « la fortune », illustrée par une roue de Fortune (mythologie) de Fortuna, déesse de la mythologie romaine, et représentation allégorique de la chance. O Fortuna est également l'incipit donné en titre à la première section, la plus connue, de la série de poèmes médiévaux  Carmina Burana.

## Texte et traduction
| Fortuna Imperatrix Mundi (en latin médiéval) O Fortuna velut luna statu variabilis, semper crescis aut decrescis; vita detestabilis nunc obdurat et tunc curat ludo mentis aciem, egestatem, potestatem dissolvit ut glaciem. Sors immanis et inanis, rota tu volubilis, status malus, vana salus semper dissolubilis, obumbrata et velata michi quoque niteris; nunc per ludum dorsum nudum fero tui sceleris. Sors salutis et virtutis michi nunc contraria, est affectus et defectus semper in angaria. Hac in hora sine mora corde pulsum tangite; quod per sortem sternit fortem, mecum omnes plangite! | Fortune Impératrice du Monde, Ô fortune, comme la lune changeante en ses phases, toujours tu croîs et tu décroîs ; vie détestable. Tantôt la fortune oppresse, tantôt elle avive, par le jeu, l’acuité de l’esprit, et la pauvreté ou la puissance elle les dissout comme la glace. Sort cruel et vain, tu es une roue qui tourne, une base instable, un salut trompeur, qui peut se briser à tout instant. Quoique dissimulée et voilée tu pèses aussi sur ma tête ; C’est cause de tes jeux criminels qu’à présent mon dos est nu. La chance et le succès me sont maintenant contraires, mes désirs et mes refus se heurtent à ta tyrannie. À cette heure sans délai, touchez les cordes de vos instruments ; car le Sort terrasse les forts pleurez tous avec moi ! |

## Musique
- 1935-1936 : Carl Orff (compositeur bavarois) met O Fortuna en musique dans le mouvement d'ouverture et de clôture de sa cantate Carmina Burana, mis en scène pour la première fois par l'Opéra de Francfort le 8 juin 1937.
- 1986 : Nana Mouskouri reprend le thème O Fortuna dans son disque Ave Verum.
- 1995 : Oomph! (groupe allemand de metal industriel) utilise un sample de O Fortuna sur son titre Ice-Coffin, second de l'album Defekt ;
- 1999 : Nas reprend un extrait de O Fortuna dans sa chanson Hate me now, de son album I Am...
- 2000 : le quatrième album d'Enigma, The Screen Behind the Mirror, et notamment sa chanson Gravity of Love, reprennent la cantate Carmina Burana
- 2013 : le groupe Momoiro Clover Z fait introduire par O Fortuna son titre Neo Stargate, premier de l'album 5th Dimension ;
- 2013 : Chœurs de l'Armée rouge, repris pour leur album O Fortuna.
- 2014 : Thirty Seconds to Mars utilise un extrait de O Fortuna comme musique d'ouverture pour ses concerts ;
- 2015 : Little Mix reprend un extrait du poème dans sa chanson Lightning.

## Cinéma
- 1981 : Excalibur, de John Boorman (légende arthurienne)[5]
- 1991 : The Doors, d'Oliver Stone, film biographique du groupe The Doors de Jim Morrison
- 1999 : Jeanne d'Arc, de Luc Besson, Angelus In Medio Ignis, adaptation d'Éric Serra[6]

## Autre
- 2022 : une partie est dans l'épisode "La nuit des petits morts" de la série "Love, Death & Robots".